# Bresson
Bresson ist eine französische Gemeinde im Département Isère in der Region Auvergne-Rhône-Alpes mit 671 Einwohnern (Stand: 1. Januar 2022). Sie gehört zum Arrondissement Grenoble und zum Kanton Échirolles. Die Einwohner heißen Bressonais.

## Geographie
Die Gemeinde Bresson liegt etwa sechs Kilometer südsüdöstlich von Grenoble. Umgeben wird Bresson von seinen Nachbargemeinden Eybens im Norden, Poisat im Osten und Nordosten, Brié-et-Angonnes im Osten und Südosten, Jarrie im Süden und Westen sowie Échirolles im Westen und Nordwesten.

## Bevölkerungsentwicklung
| Jahr                       | 1962 | 1968 | 1975 | 1982 | 1990 | 1999 | 2006 | 2013 | 2021 |
| -------------------------- | ---- | ---- | ---- | ---- | ---- | ---- | ---- | ---- | ---- |
| Einwohner                  | 250  | 309  | 359  | 474  | 753  | 739  | 697  | 685  | 667  |
| Quellen: Cassini und INSEE |      |      |      |      |      |      |      |      |      |

## Sehenswürdigkeiten
- Kirche Saint-Sulpiceaus dem 11. Jahrhundert
- Schloss Bresson
- Schloss Montavie aus dem 17. Jahrhundert
- Festung Montavie aus dem 19. Jahrhundert

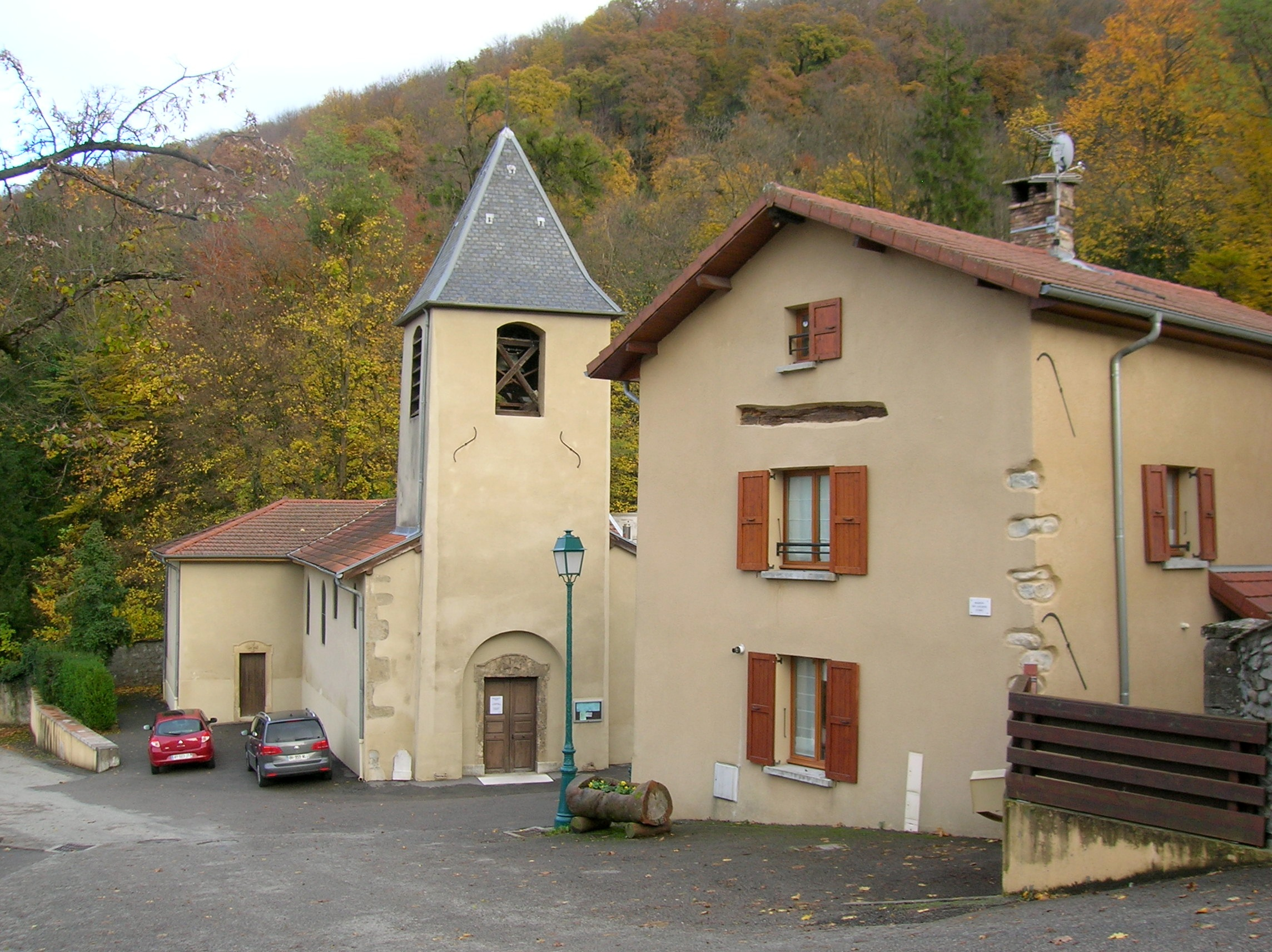
Kirche Saint-Sulpice
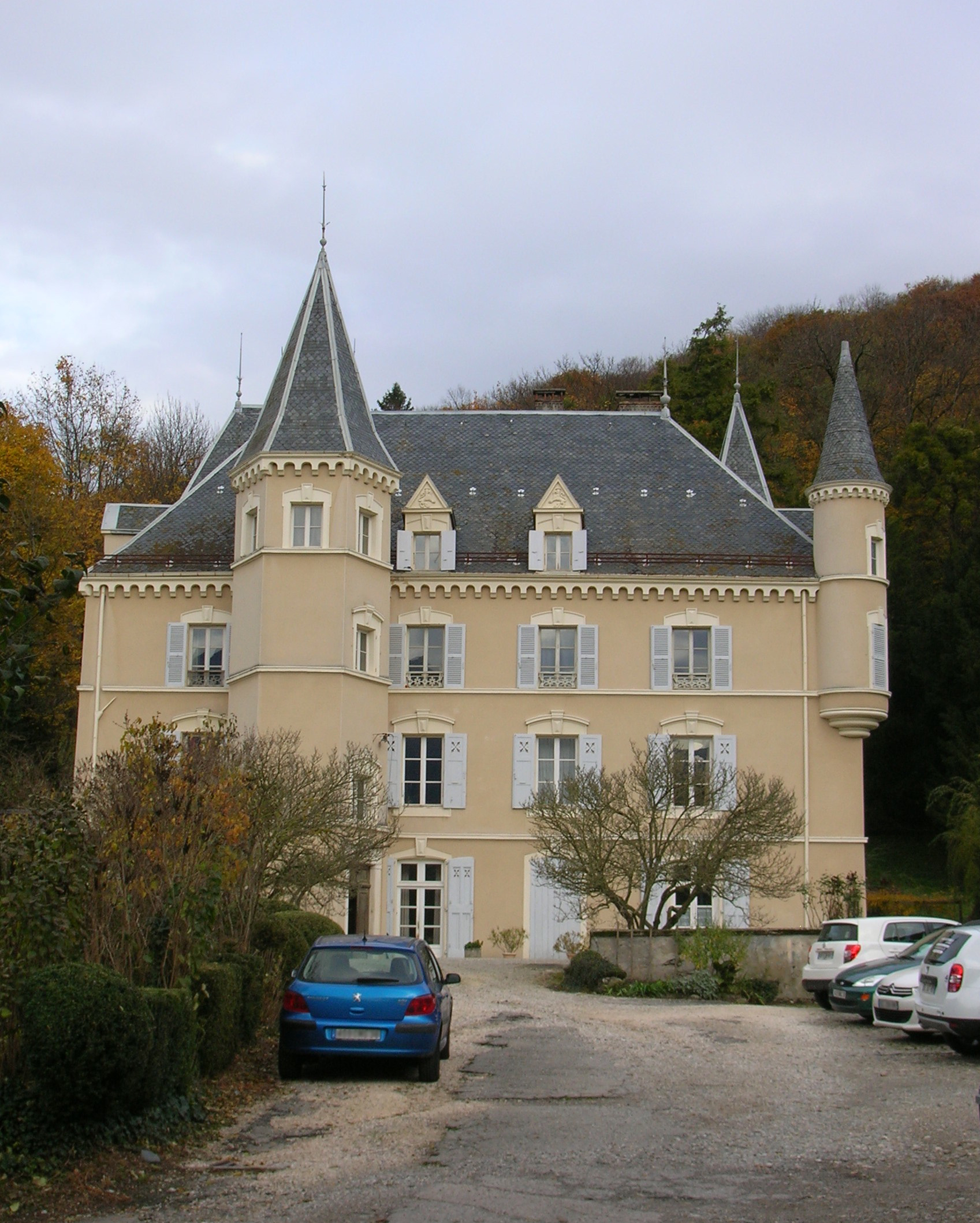
Schloss Bresson
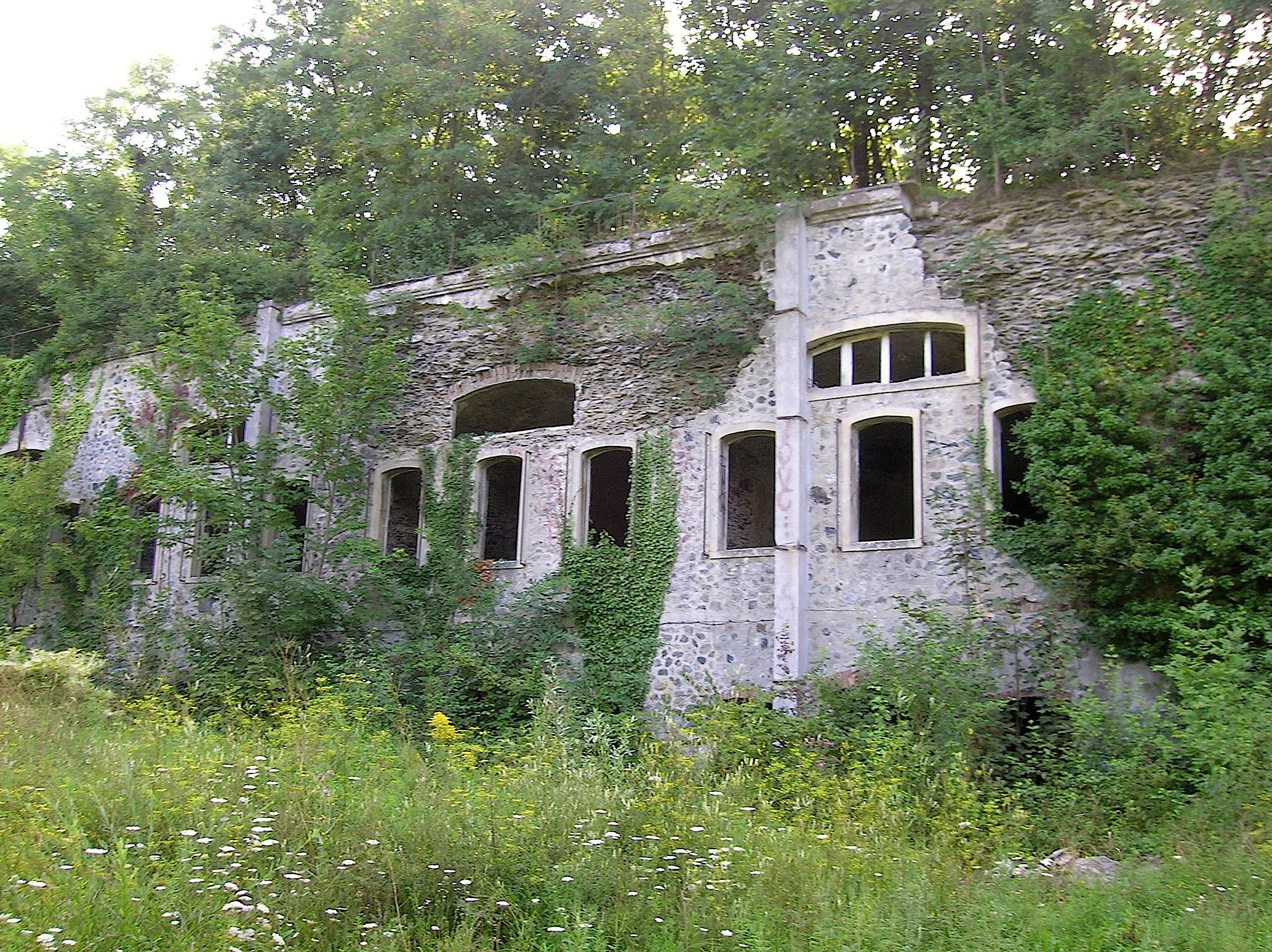
Festung Montavie